# Kurt Oberhauser
Kurt Friedrich Oberhauser (27. března 1903 Duisburg – 18. dubna 1947 Praha - Věznice Pankrác) byl strojní inženýr, vrchní kriminální tajemník řídící úřadovny gestapa, v Praze SS-Untersturmführer.

## Život
Zaměstnancem gestapa se stal v roce 1933. Pracoval v Mnichově, od listopadu 1934 až do března 1939 pak přímo v Berlíně. Od května 1937 členem NSDAP.
Dne 15. března 1939 byl odvelen se zvláštním oddílem do Prahy. Do srpna 1939 pracoval jako referent v židovském oddělení, následně jako kriminální vrchní tajemník v oddělení pro židovské, církevní a zednářské záležitosti.
Systematicky pronásledoval české duchovenstvo. Jeho pozornosti však neušli ani někteří duchovní němečtí. Vedl vyšetřování proti příslušníkům pravoslavné církve, kteří v kryptě katedrálního chrámu sv. Cyrila a Metoděje ukrývali parašutisty, kteří provedli atentát na Heydricha. Nechal rozpustit řády benediktinů a milosrdných bratří.
Celkem měl podíl na zatčení 150 duchovních osob. Při jejich výslechu používal běžně fyzického násilí a pohrůžek smrtí zastřelením či smrtící injekcí. Většina ze zatčených byla bez soudu poslána do koncentračního tábora. Pro nepohodlné duchovní, kteří nezavdali záminku pro trestní stíhání dle říšských zákonů, byl určen internační dům (Demeritenhaus) v Zásmukách u Kolína. Tam pokračoval Oberhauser v jejich vyslýchání s cílem získat podklady pro jejich další postih.
Jedním z jeho významných spolupracovníků z řad německého duchovenstva byl Franz Werner Bobe.
V dubnu 1947 byl Kurt Friedrich Oberhauser odsouzen k smrti a popraven.